# San Cayetano (Cundinamarca)
San Cayetano es un municipio colombiano del departamento de Cundinamarca, ubicado en la Provincia de Rionegro, a 134 km de Bogotá. Inicialmente, el pueblo se llamó Chinga.

## Toponimia

### Origen lingüístico[3]
- Familia lingüística:
- Lengua:

### Significado
San es una expresión que proviene de la voz latina sanctus, que nombra lo sagrado, variación de sancio “inviolable”. Cayetano es un nombre derivado de la expresión latina caietanus "de caieta", hoy llamado Gaeta, puerto de Campinia, ciudad italiana.
Sanctus es una modificación del vocablo sak que genera los sentidos de “honrar, reverenciar, respetar, estimar, venerar, glorificar, hacer inviolable algo por un acto religioso, establecer de una manera inmutable, ordenar, decretar, sancionar”. Es una expresión que antiguamente nombró la acción de teñir con sangre de sacrificio a quienes purificaban sus pecados; esta práctica era llamada santi-santos”.
Probablemente la expresión gaeta es derivación del griego xaiw "quemar", porque en dicho lugar de Gaeta fueron quemadas flotas de guerra troyanas.

### Origen / Motivación
El nombre del municipio le fue puesto en honor a san Cayetano, conocido por los comerciantes y ganaderos que nació en 1480 en Vicenza, cerca de venecia (Italia). En 1671 fue declarado santo y es conocido como abogado de la providencia.

### Nombres históricos
- Chinga (siglo XVI)
- San Cayetano de Rabón (1827)

## Historia
En la época precolombina, el territorio del actual municipio de San Cayetano estuvo habitado por los indígenas muzos y pijaos.
El municipio se ha visto afectado por las fuerzas de la naturaleza, un generalizado deslizamiento de lodo y una falla geológica sobre la cual se encuentra, por lo cual debió ser evacuado preventivamente, para lo que se escogió la vereda La Unión para ser reconstruido en su primera etapa física.
El 13 de mayo de 1999, siendo alcalde municipal el maestro Pedro Fidel Arias Basto y Gobernador de Cundinamarca Andrés González Díaz, se realizó la evacuación preventiva de cerca de 200 familias, hecho éste considerado por la OPS (Organización Panamericana de la Salud) como uno de eventos exitosos en la prevención de emergencias y desastres. Además, fue declarado como Experiencia exitosa en el Concurso de Buenas Prácticas patrocinado por Dubái en 2002, y catalogada como GOOD. (Best Practices Database).
El municipio hasta el año 2002 estuvo ubicado en un albergue a tan solo 2 km de la antigua cabecera municipal representando un nuevo peligro para la población. En el año 2000 empezó la construcción de la nueva cabecera en la vereda Guamal; durante este tiempo un caserío cercano a la antigua cabecera municipal denominado Las Mercedes se vio afectado por esta misma falla lo que obligó a iniciar la evacuación de todo este sector. En el año 2002 se inauguró la nueva cabecera municipal.

## Geografía

### División Político-Administrativa
Además de su cabecera municipal, San Cayetano tiene bajo su jurisdicción los siguientes centros poblados: Albergue, Camancha, Cuibuco y Las Mercedes.

### Límites municipales
| Noroeste: Paime      | Norte: Coper ( Boyacá) | Nordeste: Carmen de Carupa |
| Oeste: Paime         |                        | Este: Carmen de Carupa     |
| Suroeste: Villagómez | Sur: Pacho             | Sureste: Tausa             |

## Instituciones de educación
- Institución Educativa Departamental Integrada San Cayetano (Urbana).
- Escuela Urbana Mixta Albergue.
- Telesecundaria Pinipay.
- Institución Educativa Rural Departamental Camancha.
- Institución Educativa Rural Departamental Cuibuco.
- Escuela Rural Mundo Nuevo.
- Escuela Rural Boca de Monte.
- Escuela Rural Campo Hermoso.
- Escuela Rural Canoas.
- Escuela Rural Canutillal.
- Escuela Rural Cardonal.
- Escuela Rural Carriazo.
- Escuela Rural Chinga Siberia.
- Escuela Rural Ciénaga.
- Escuela Rural Hato Viejo.
- Escuela Rural La Floresta.
- Escuela Rural Laguna Verde.
- Escuela Rural Liria.
- Escuela Rural Los Andes.
- Escuela Rural Los Ríos.
- Escuela Rural Macanazo.
- Escuela Rural Monte Luz.
- Escuela Rural Mortiño.
- Escuela Rural Pie de Peña.
- Escuela Rural Pinipay.
- Escuela Rural Quebradas.
- Escuela Rural Remanso.

## Movilidad
Desde Bogotá, por la Ruta Nacional 45A hasta Zipaquirá y de ésta (Carrera 7) a Cogua, pasando por la variante de Neusa-Tausa hacia el páramo de Guerrero hasta el casco urbano.
También viajando desde Zipaquirá hacia Pacho, luego se toma una carretera sin pavimentar hasta el estadero llamado El Filo, llegando por la vereda Laguna Verde y al antiguo casco urbano actual.
Desde el departamento de Boyacá se llega desde Chiquinquirá (Carrera 10) por la Ruta Nacional 60 pasando al municipio de Caldas y luego por Buenavista y Coper al sur se ingresa a San Cayetano.